# Niklas Willén
Niklas Willén, född 1961 i Stockholm, är en svensk dirigent.
Willén utbildades vid Musikhögskolan i Stockholm och är sedan flera år bosatt i Tyskland. Under åren 2010–2013 var han chefsdirigent för WDR Rundfunkorchesters i Köln, inte att förväxla med WDR sinfonieorchester, dessförinnan var han under åren 2009–2011 musikchef vid operan i Rostock och chefsdirigent för Norddeutsche Philharmonie Rostock. Åren 2003–2006 var han chefsdirigent för Sønderjyllands Symfoniorkester i Danmark och åren 1992/1993–1996/1997 chefsdirigent för Nordic Chamber Orchestra i Sundsvall. Willén har varit förste gästdirigent hos Kungliga Filharmonikerna. I augusti 2017 tillträdde han som konstnärlig ledare och chefsdirigent för Göteborg Wind Orchestra.
Willén har gjort inspelningar med bland annat Sveriges Radios Symfoniorkester, Kungliga Filharmonikerna, Kungliga Operan, Göteborgs Symfoniker, Royal Scottish National Orchestra, Sønderjyllands Symfoniorkester och WDR Funkhausorchester.